# سايرن 2 (لعبة فيديو)
لعبة سايرن 2 (بالإنجليزية:Forbidden Siren 2)، هي الجزء الثاني من سلسلة العاب الرعب أنتجت سوني كمبيوتر انترتنمنت في اليابان سنة 2006 م، وهذه اللعبة تطورت بشكل أفضل من الجزء الأول.

## قصة
هذه اللعبة تتحدث عن عدة شخصيات لأول مرة وقد وقعوا في الفخ، فهؤلاء أبطال اللعبة من خمس شخصيات مكثوا في جزيرة ياميجيما، وهي جزيرة كبيرة تقع عند سواحل اليابان الرئيسية، وتلك الجزيرة بنيت فيها الحياة، ولكن عندما انقطع الكهرباء بتاريخ 3 أغسطس 1976 م تحولت إلى جزيرة مهجورة، ولكن بعد 29 عاما، وبالتحديد سنة 2005 م، قرر رئيس تحرير مجلة مامورو إتسوكي بزيارة الجزيرة المهجورة مع فريق العمل إلا ان لعنة الدم وظهور الأشباح، اغرقتهم، فكان على فريق العمل الخروج من هذا المأزق.

## مميزات اللعبة
تتميز اللعبة بأنها شبه واقعية ومخيفة، وتشويق القصة، وطريقة الخروج من الجزيرة المهجورة والتي يسكن فيها الوحوش، بالإضافة إلى أن اللاعب يستطيع ان يلقط اشياء مهمة أو غير مهمة كعلبة الطعام أو الملعقة أو اللعب بالفيديو الكلاسيكية وغيرها.

## بعض شخصيات اللعبة
- إتسوكي مامورو (باليابانية:樹 守) (بالإنجليزية:Mamoru Itsuki)

صحفي لمجلة العلوم «اتلانتيس» (بالإنجليزية:Atlantis)، سافر إلى جزيرة ياميجيما للبحث وكتابة المقال بعد انقلاب القارب هو واصحابة بعد موجة لعنة الدم، ويرجو انه يخرج من الجزيرة بأمان، وهو الناجي الرئيسي لختام اللعبة.
- يوريتو ناغي (باليابانية:永井 頼人) (بالإنجليزية:Yorito Nagai)

جندي ياباني تابع لقوات الدفاع الذاتي اليابانية، تحسر يوريتو لموت زميله العزيز قبل أن يتحول إلى وحش بشري، وكان مهمته التحقق في المنطقة المشبوهة لجزيرة ياميجيما.
- تاكياكي ميساوا (باليابانية:三沢 岳明) (بالإنجليزية:Takeaki Misawa)

تاكياكي ضابط عسكري برتبة رائد، يعمل مسؤولا لقوات الدفاع الذاتي الياباني، كان يساعد الجندي يوريتو كيفية حمل السلاح والخروج من المأزق، ولكنه وللأسف تحول إلى وحش، فقتل على يد يوريتو ناغي.

## وصلات خارجية
- Forbidden Siren Fan Website
- Official Japanese website نسخة محفوظة 24 مارس 2010 على موقع واي باك مشين.
- Official European website نسخة محفوظة 17 يناير 2008 على موقع واي باك مشين.
- Urban Folklore Society (hoax site) نسخة محفوظة 4 يوليو 2008 على موقع واي باك مشين.
- Shu Mikami Official Website (hoax site)[وصلة مكسورة]
- Yumemi Salon (hoax site)